# 1245
1245 (MCCXLV) a fost un an obișnuit al calendarului iulian.

## Evenimente
- 16 aprilie: Papa Inocențiu al IV-lea trimite o misiune, condusă de Giovanni da Pian del Carpini, la curtea mongolilor de la Karakorum.
- 28 iunie: Începe conciliul de la Lyon: este proclamată Cruciada a șaptea, iar regele Ludovic al IX-lea al Franței ia Crucea; participant la conciliu, Robert Grosseteste acuză corupția ecleziastică.
- 17 iulie: Împăratul Frederic al II-lea este excomunicat și depus din drepturi, în cadrul conciliului de la Lyon; Wilhelm al II-lea conte de Olanda devine competitor al său.
- 24 iulie: Papa Inocențiu al IV-lea excomunică pe regele Sancho al II-lea al Portugaliei, condamnându-l ca eretic.

### Nedatate
- noiembrie: Întâlnirea de la Cluny dintre papa Inocențiu al IV-lea și regele Ludovic al IX-lea al Franței.
- Alexandru Nevski izgonește pe lituanieni din Novgorod.
- Capitala statului indian Mâlwa este distrusă de sultanul din Delhi.
- Rebeliune în Portugalia împotriva regelui Sancho al II-lea și în favoarea fratelui acestuia, Alfonso.
- România. O scrisoare a papei Inocențiu al IV-lea menționează existența românilor pe teritoriul din apropierea Dunării și al Mării Negre

## Arte, științe, literatură și filozofie
- Începe reconstrucția abației Westminster, în Anglia.

## Nașteri
- 17 ianuarie: Ruggero di Lauria, amiral italian (d. 1305)
- 1 mai: Filip al III-lea, viitor rege al Franței (d. 1285)
- Arnolfo di Cambio, sculptor și arhitect florentin (d. 1302)
- Edmund de Lancaster, prinț englez (d. ?)
- Lamba Doria, nobil și amiral genovez (d. ?)
- Rutebeuf, scriitor francez (d. 1285)

## Decese
- 19 august: Raymond Berenguer al IV-lea, conte de Provence (n. 1195)
- 21 august: Alexander Hales, teolog englez (n. 1183)
- Geoffroi al II-lea de Villehardouin, principe de Ahaia, (n. 1195)